# Bretagne-d'Armagnac
Pour les articles homonymes, voir Bretagne (homonymie) et Armagnac.
Bretagne-d'Armagnac (Bretanha d'Armanhac en gascon) est une commune française située dans le nord-ouest du département du Gers, en région Occitanie. Sur le plan historique et culturel, la commune est dans le Bas-Armagnac, ou Armagnac noir, un pays s'inscrivant entre les vallées de l'Auzoue, la Gélise, la Douze et du Midou.
Exposée à un climat océanique altéré, elle est drainée par l'Izaute et par divers autres petits cours d'eau. La commune possède un patrimoine naturel remarquable composé de quatre zones naturelles d'intérêt écologique, faunistique et floristique.
Bretagne-d'Armagnac est une commune rurale qui compte 400 habitants en 2022.  Elle fait partie de l'aire d'attraction d'Eauze. Ses habitants sont appelés les Bretons ou  Bretonnes.

## Géographie

### Localisation
Bretagne-d'Armagnac est située en Gascogne, dans le pays d'Albret sur l'Izaute, à 150 km de l'océan Atlantique, 300 km de la mer Méditerranée et 150 km des Pyrénées.
La commune fait partie de l'aire d'attraction d'Eauze et se trouve à 3 km au nord-est de cette ville.

### Communes limitrophes
Les communes limitrophes sont  Castelnau d'Auzan Labarrère, Cazeneuve, Eauze et Montréal.
|       | Castelnau d'Auzan Labarrère | Montréal  |
|       | Bretagne-d'Armagnac         | Cazeneuve |
| Eauze |                             |           |

### Géologie et relief
Bretagne-d'Armagnac se situe en zone de sismicité 1 (sismicité très faible).

### Hydrographie

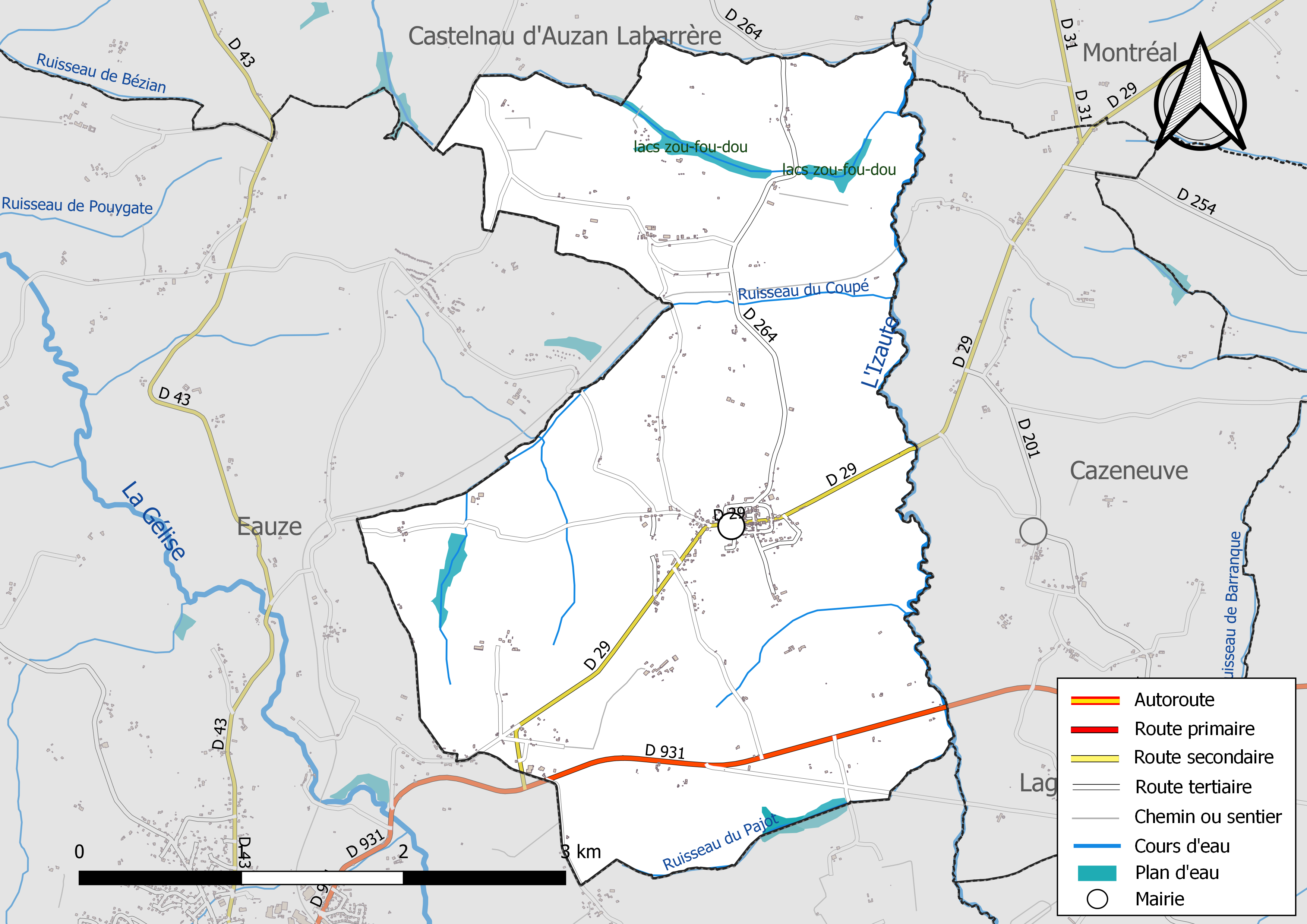
Réseaux hydrographique et routier de Bretagne-d'Armagnac.

La commune est dans le bassin de la Garonne, au sein du bassin hydrographique Adour-Garonne. Elle est drainée par l'Izaute, le ruisseau du Coupé, le ruisseau du Pajot et par divers petits cours d'eau, qui constituent un réseau hydrographique de 12 km de longueur totale,.
L'Izaute, d'une longueur totale de 37,5 km, prend sa source dans la commune de Dému et s'écoule vers le nord. Il traverse la commune et se jette dans la Gélise à Castelnau d'Auzan Labarrère, après avoir traversé 11 communes.

### Climat
Pour des articles plus généraux, voir Climat de l'Occitanie et Climat du Gers.
En 2010, le climat de la commune est de type climat du Bassin du Sud-Ouest, selon une étude s'appuyant sur une série de données couvrant la période 1971-2000. En 2020, Météo-France publie une typologie des climats de la France métropolitaine dans laquelle la commune est exposée à un climat océanique altéré et est dans la région climatique Aquitaine, Gascogne, caractérisée par une pluviométrie abondante au printemps, modérée en automne, un faible ensoleillement au printemps, un été chaud (19,5 °C), des vents faibles, des brouillards fréquents en automne et en hiver et des orages fréquents en été (15 à 20 jours).
Pour la période 1971-2000, la température annuelle moyenne est de 13 °C, avec une amplitude thermique annuelle de 14,8 °C. Le cumul annuel moyen de précipitations est de 874 mm, avec 10,8 jours de précipitations en janvier et 7 jours en juillet. Pour la période 1991-2020, la température moyenne annuelle observée sur la station météorologique la plus proche, située sur la commune de Condom à 20 km à vol d'oiseau, est de 13,9 °C et le cumul annuel moyen de précipitations est de 703,8 mm,. Pour l'avenir, les paramètres climatiques de la commune estimés pour 2050 selon différents scénarios d'émission de gaz à effet de serre sont consultables sur un site dédié publié par Météo-France en novembre 2022.

### Milieux naturels et biodiversité
L’inventaire des zones naturelles d'intérêt écologique, faunistique et floristique (ZNIEFF) a pour objectif de réaliser une couverture des zones les plus intéressantes sur le plan écologique, essentiellement dans la perspective d’améliorer la connaissance du patrimoine naturel national et de fournir aux différents décideurs un outil d’aide à la prise en compte de l’environnement dans l’aménagement du territoire.
Trois ZNIEFF de type 1 sont recensées sur la commune :
- les « étangs, bois et landes de Mayrosse, Barran, Chiro et Marin » (497 ha), couvrant 3 communes du département[13] ;
- les « étangs et bois de la Hitaire » (73 ha), couvrant 2 communes du département[14] ;
- les « étangs et bois de Leyrété, Gutaires et Zou-Fou-Dou » (153 ha), couvrant 3 communes du département[15] ;

et une ZNIEFF de type 2, : 
« l'Izaute et milieux annexes » (2 772 ha), couvrant 13 communes dont 12 dans le Gers et une dans le Lot-et-Garonne.

Carte des ZNIEFF de type 1 et 2 à Bretagne-d'Armagnac.
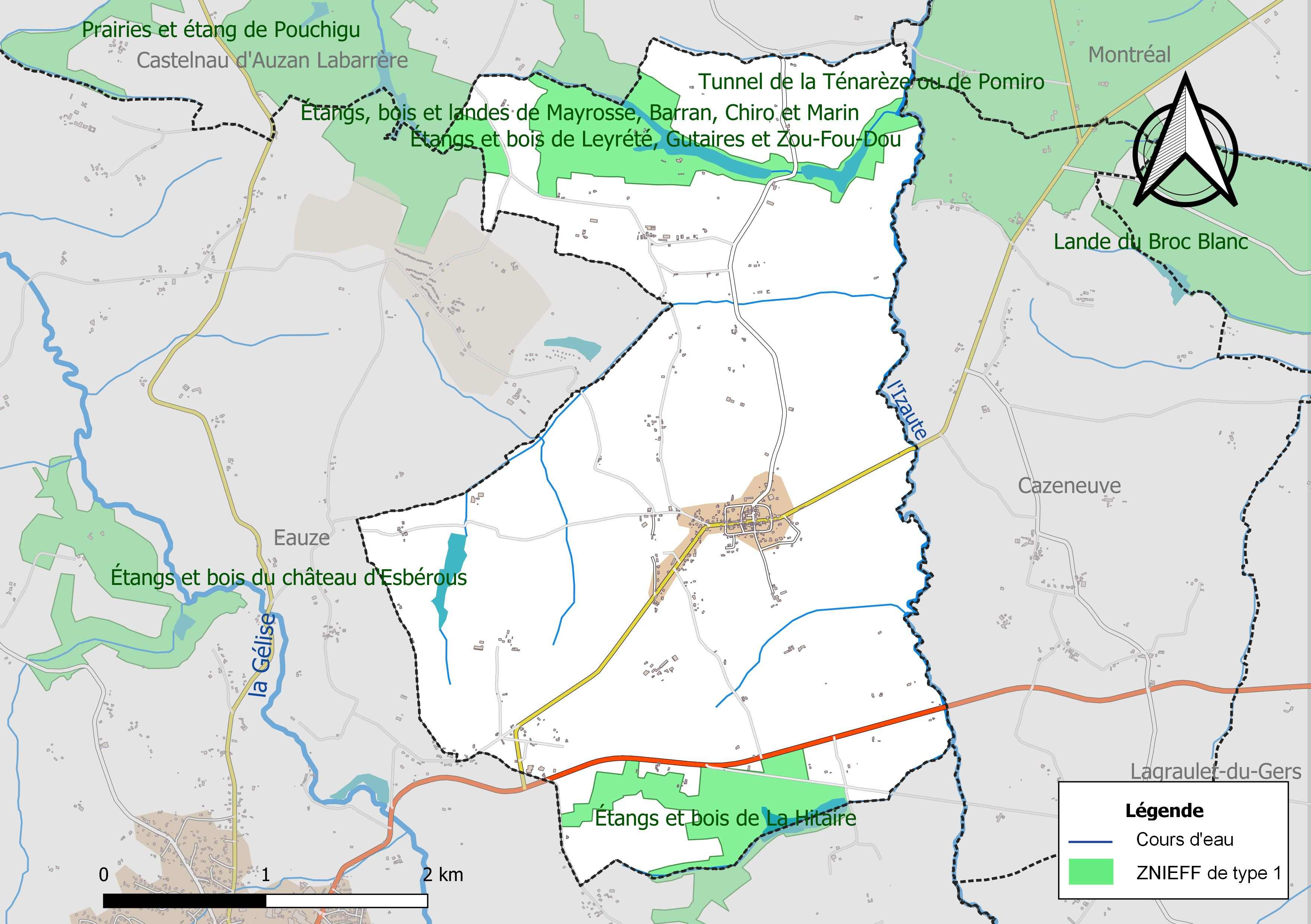
Carte des ZNIEFF de type 1 sur la commune.
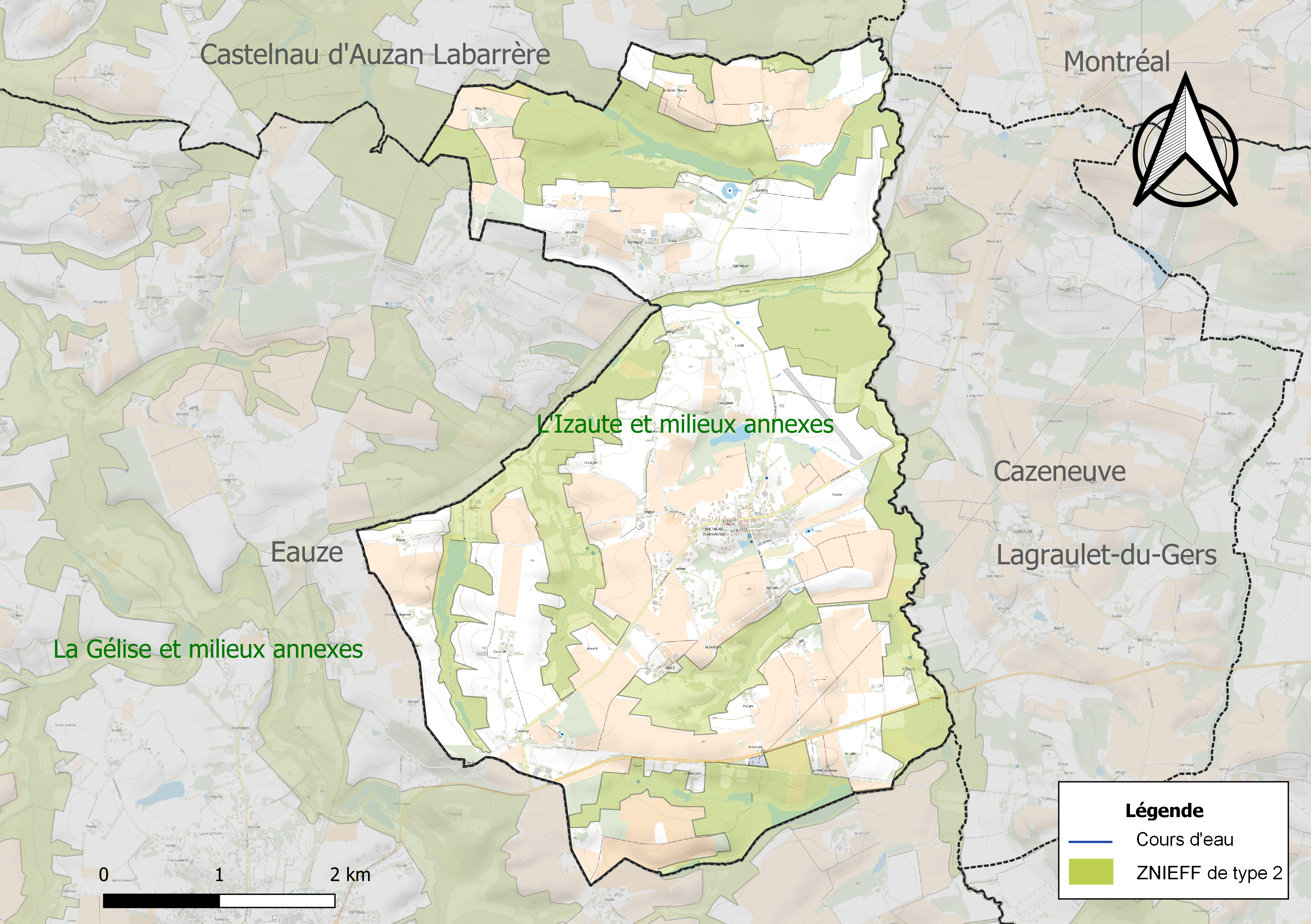
Carte de la ZNIEFF de type 2 sur la commune.

## Urbanisme

### Typologie
Au 1er janvier 2024, Bretagne-d'Armagnac est catégorisée commune rurale à habitat dispersé, selon la nouvelle grille communale de densité à sept niveaux définie par l'Insee en 2022.
Elle est située hors unité urbaine. Par ailleurs la commune fait partie de l'aire d'attraction d'Eauze, dont elle est une commune de la couronne,. Cette aire, qui regroupe 12 communes, est catégorisée dans les aires de moins de 50 000 habitants,.

### Occupation des sols
L'occupation des sols de la commune, telle qu'elle ressort de la base de données européenne d’occupation biophysique des sols Corine Land Cover (CLC), est marquée par l'importance des territoires agricoles (76,8 % en 2018), une proportion sensiblement équivalente à celle de 1990 (77,6 %). La répartition détaillée en 2018 est la suivante : 
cultures permanentes (45,4 %), zones agricoles hétérogènes (24,8 %), forêts (18,4 %), prairies (6,7 %), zones urbanisées (2,3 %), eaux continentales (2,1 %), espaces verts artificialisés, non agricoles (0,3 %). L'évolution de l’occupation des sols de la commune et de ses infrastructures peut être observée sur les différentes représentations cartographiques du territoire : la carte de Cassini (XVIIIe siècle), la carte d'état-major (1820-1866) et les cartes ou photos aériennes de l'IGN pour la période actuelle (1950 à aujourd'hui).

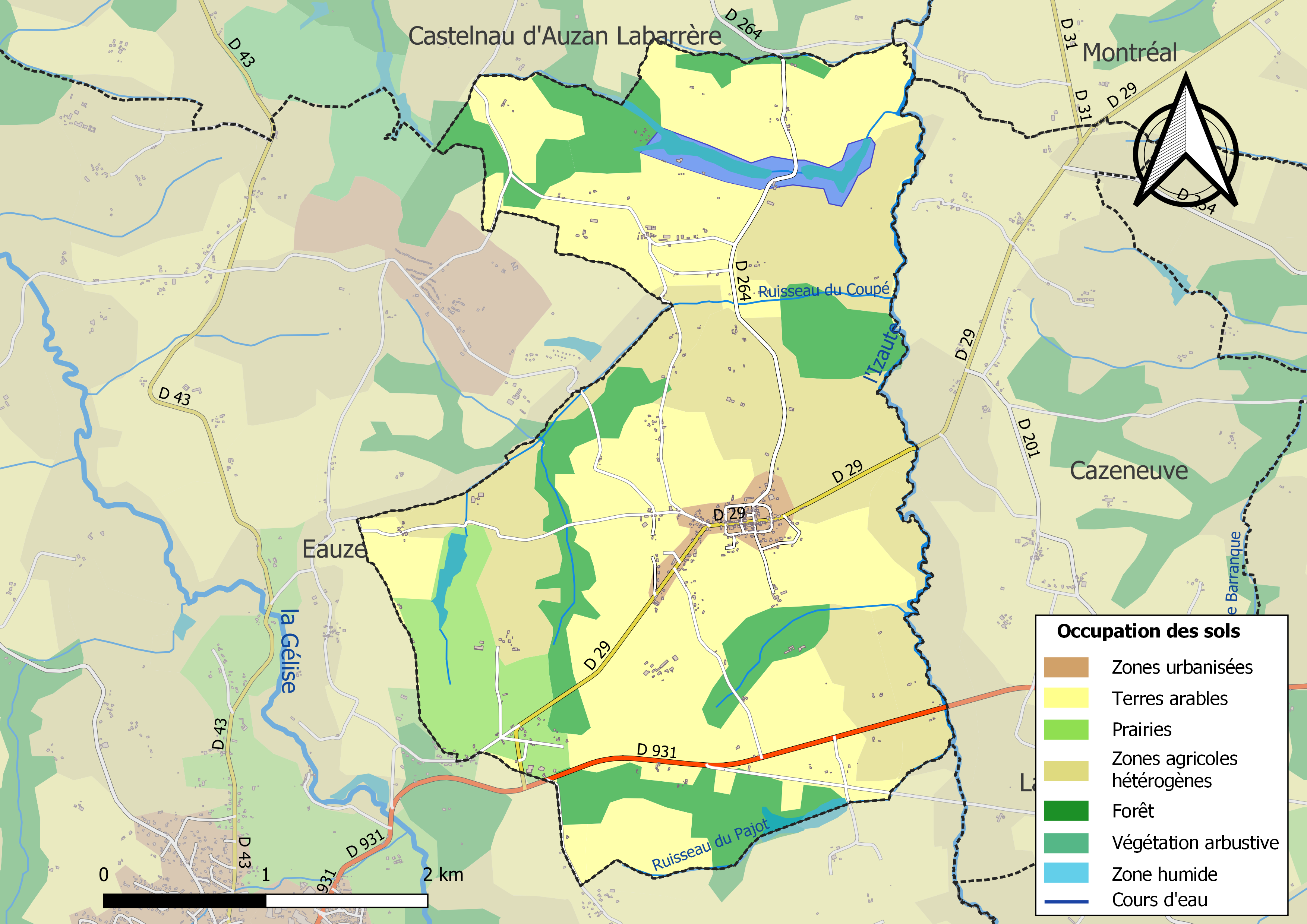
Carte des infrastructures et de l'occupation des sols de la commune en 2018 (CLC).

### Risques majeurs
Le territoire de la commune de Bretagne-d'Armagnac est vulnérable à différents aléas naturels : météorologiques (tempête, orage, neige, grand froid, canicule ou sécheresse) et séisme (sismicité très faible). Un site publié par le BRGM permet d'évaluer simplement et rapidement les risques d'un bien localisé soit par son adresse soit par le numéro de sa parcelle.

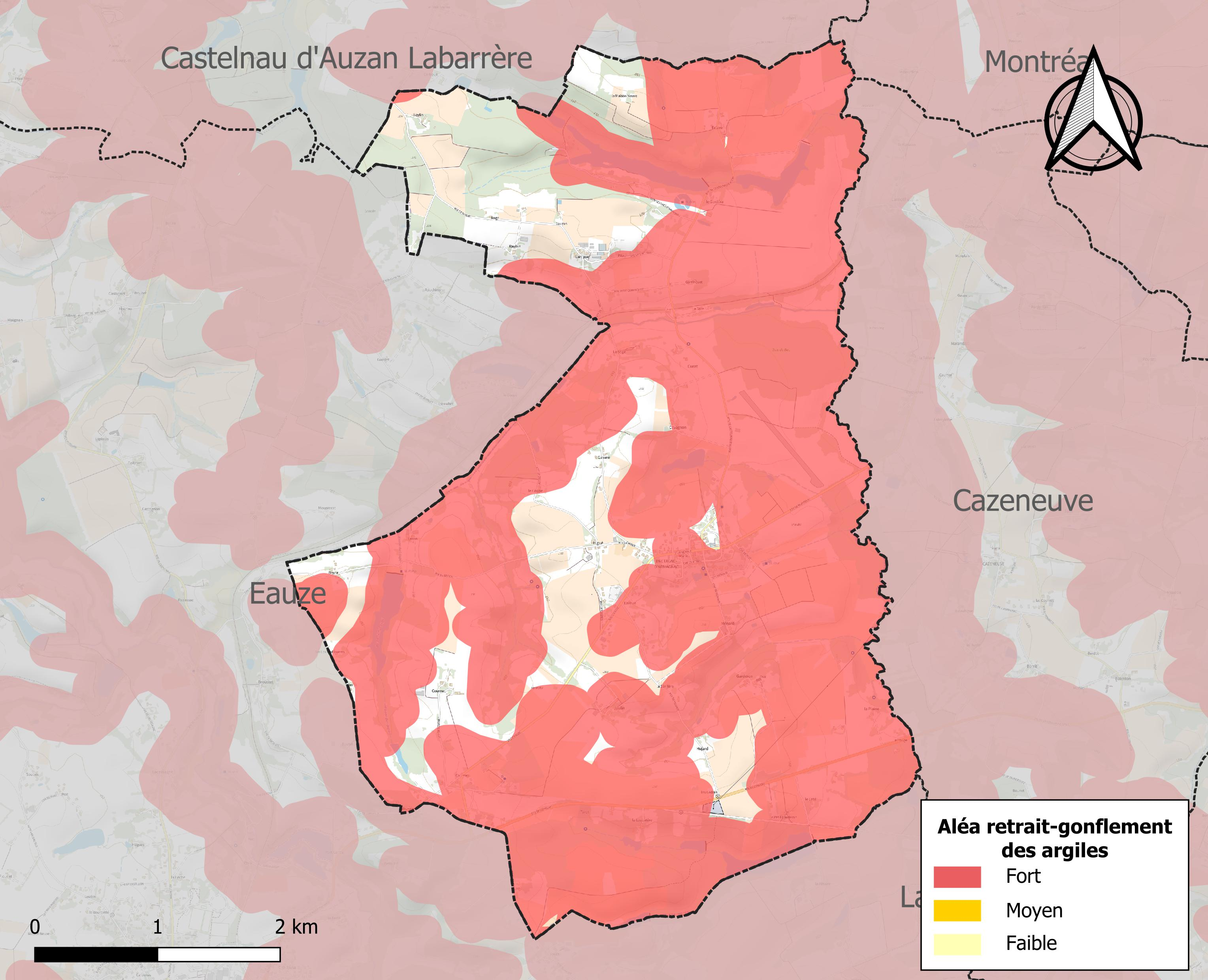
Carte des zones d'aléa retrait-gonflement des sols argileux de Bretagne-d'Armagnac.

Le retrait-gonflement des sols argileux est susceptible d'engendrer des dommages importants aux bâtiments en cas d’alternance de périodes de sécheresse et de pluie. 79 % de la superficie communale est en aléa moyen ou fort (94,5 % au niveau départemental et 48,5 % au niveau national). Sur les 228 bâtiments dénombrés sur la commune en 2019, 184 sont en aléa moyen ou fort, soit 81 %, à comparer aux 93 % au niveau départemental et 54 % au niveau national. Une cartographie de l'exposition du territoire national au retrait gonflement des sols argileux est disponible sur le site du BRGM,.
Par ailleurs, afin de mieux appréhender le risque d’affaissement de terrain, l'inventaire national des cavités souterraines permet de localiser celles situées sur la commune.
La commune a été reconnue en état de catastrophe naturelle au titre des dommages causés par les inondations et coulées de boue survenues en 1999 et 2009. Concernant les mouvements de terrains, la commune a été reconnue en état de catastrophe naturelle au titre des dommages causés par la sécheresse en 1989, 1991, 1993, 1997 et 2002 et par des mouvements de terrain en 1999.

## Histoire
Bretagne d'Armagnac est un nom d'origine anglaise remontant au XIIIe siècle, alors que la Gascogne faisait partie de la Guyenne anglaise et que cette Bretagne-d'Armagnac devait être un campement militaire anglais. Le nom de « Bretagne » signifie « britannique ».
D'autres noms de communes comme Bretagne-de-Marsan, dans les Landes, partagent cette même origine.
Bretagne-d'Armagnac est une bastide fondée au XIIIe siècle à une date inconnue sous le nom de Villecomble-d'Armagnac. Le comte d'Armagnac était en effet le seigneur direct de cette bastide qui changea donc de nom vers la fin du XIVe siècle.
Son développement fut probablement gêné par la proximité de deux puissantes voisines, Eauze et Montréal. L'église aux grandes dimensions et la vaste place carrée témoignent d'ambitions qui n'ont jamais pu se réaliser.

## Politique et administration
| Période | Période  | Identité                       | Étiquette | Qualité  |
| ------- | -------- | ------------------------------ | --------- | -------- |
| 1790    | 1794     | Bernard Saint Aubin            |           |          |
| 1794    | 1795     | Estragesille Besançon          |           |          |
| 1795    | 1800     | Pierre Dollé                   |           |          |
| 1800    | 1802     | Jean Ducos                     |           |          |
| 1802    | 1815     | Pierre Dollé                   |           |          |
| 1815    | 1827     | Jean, Firmin Ducos De Lartigue |           |          |
| 1827    | 1842     | François Victor Dollé          |           |          |
| 1842    | 1845     | Jean Samson Tardhivail         |           |          |
| 1845    | 1848     | Pierre Hyppolyte Dollé         |           |          |
| 1848    | 1852     | Hubert Ducos De Lartigue       |           |          |
| 1852    | 1870     | Pierre Hyppolyte Dollé         |           |          |
| 1870    | 1878     | Joseph, Albert Denvignes       |           |          |
| 1878    | 1883     | Eugène Ducos                   |           |          |
| 1883    | 1888     | Joseph Glére                   |           |          |
| 1888    | 1942     | Pierre Lazare Oscar Castay     |           |          |
| 1942    | 1944     | Pierre Castay                  |           |          |
| 1944    | 1945     | Paul Talles                    |           |          |
| 1945    | 1947     | André Ducos                    |           |          |
| 1947    | 1965     | Pierre Castay                  |           |          |
| 1965    | 2001     | Michel Castay                  |           |          |
| 2001    | En cours | Gérard Gourgues                | DVD       | Retraité |

## Population et société

### Démographie
L'évolution du nombre d'habitants est connue à travers les recensements de la population effectués dans la commune depuis 1793. Pour les communes de moins de 10 000 habitants, une enquête de recensement portant sur toute la population est réalisée tous les cinq ans, les populations de référence des années intermédiaires étant quant à elles estimées par interpolation ou extrapolation. Pour la commune, le premier recensement exhaustif entrant dans le cadre du nouveau dispositif a été réalisé en 2008.

En 2022, la commune comptait 400 habitants, en évolution de −7,62 % par rapport à 2016 (Gers : +1,04 %, France hors Mayotte : +2,11 %).
| 1793 | 1800 | 1806 | 1821 | 1831 | 1841 | 1846 | 1851 | 1856 |
| ---- | ---- | ---- | ---- | ---- | ---- | ---- | ---- | ---- |
| 528  | 374  | 374  | 422  | 471  | 495  | 484  | 527  | 573  |

| 1861 | 1866 | 1872 | 1876 | 1881 | 1886 | 1891 | 1896 | 1901 |
| ---- | ---- | ---- | ---- | ---- | ---- | ---- | ---- | ---- |
| 542  | 550  | 480  | 479  | 513  | 476  | 483  | 487  | 481  |

| 1906 | 1911 | 1921 | 1926 | 1931 | 1936 | 1946 | 1954 | 1962 |
| ---- | ---- | ---- | ---- | ---- | ---- | ---- | ---- | ---- |
| 502  | 435  | 427  | 430  | 429  | 415  | 416  | 400  | 416  |

| 1968 | 1975 | 1982 | 1990 | 1999 | 2006 | 2008 | 2013 | 2018 |
| ---- | ---- | ---- | ---- | ---- | ---- | ---- | ---- | ---- |
| 388  | 363  | 392  | 345  | 345  | 378  | 388  | 441  | 410  |

| 2022 | - | - | - | - | - | - | - | - |
| ---- | - | - | - | - | - | - | - | - |
| 400  | - | - | - | - | - | - | - | - |

### Manifestations culturelles et festivités
- Fête communale : premier  week end de juillet[29].

## Économie

### Revenus
En 2018  (données Insee publiées en septembre 2021), la commune compte 190 ménages fiscaux, regroupant 410 personnes. La médiane du revenu disponible par unité de consommation est de 21 040 € (20 820 € dans le département).

### Emploi
|                | 2008  | 2013  | 2018  |
| -------------- | ----- | ----- | ----- |
| Commune        | 3,6 % | 8 %   | 5,6 % |
| Département    | 6,1 % | 7,5 % | 8,2 % |
| France entière | 8,3 % | 10 %  | 10 %  |

En 2018, la population âgée de 15 à 64 ans s'élève à 266 personnes, parmi lesquelles on compte 76,3 % d'actifs (70,7 % ayant un emploi et 5,6 % de chômeurs) et 23,7 % d'inactifs,. Depuis 2008, le taux de chômage communal (au sens du recensement) des 15-64 ans est inférieur à celui de la France et du département.
La commune fait partie de la couronne de l'aire d'attraction d'Eauze, du fait qu'au moins 15 % des actifs travaillent dans le pôle,. Elle compte 130 emplois en 2018, contre 112 en 2013 et 90 en 2008. Le nombre d'actifs ayant un emploi résidant dans la commune est de 194, soit un indicateur de concentration d'emploi de 67,2 % et un taux d'activité parmi les 15 ans ou plus de 57,7 %.
Sur ces 194 actifs de 15 ans ou plus ayant un emploi, 64 travaillent dans la commune, soit 33 % des habitants. Pour se rendre au travail, 86,6 % des habitants utilisent un véhicule personnel ou de fonction à quatre roues, 4,6 % s'y rendent en deux-roues, à vélo ou à pied et 8,8 % n'ont pas besoin de transport (travail au domicile).

### Activités hors agriculture
33 établissements sont implantés  à Bretagne-d'Armagnac au 31 décembre 2019. Le tableau ci-dessous en détaille le nombre par secteur d'activité et compare les ratios avec ceux du département,.
| Secteur d'activité                                                                                        | Commune | Commune | Département |
| Secteur d'activité                                                                                        | Nombre  | %       | %           |
| --- | ------- | ------- | ----------- |
| Ensemble                                                                                                  | 33      |         |             |
| Industrie manufacturière, industries extractives et autres                                                | 3       | 9,1 %   | (12,3 %)    |
| Construction                                                                                              | 11      | 33,3 %  | (14,6 %)    |
| Commerce de gros et de détail, transports, hébergement et restauration                                    | 7       | 21,2 %  | (27,7 %)    |
| Activités financières et d'assurance                                                                      | 2       | 6,1 %   | (3,5 %)     |
| Activités immobilières                                                                                    | 1       | 3 %     | (5,2 %)     |
| Activités spécialisées, scientifiques et techniques et activités de services administratifs et de soutien | 4       | 12,1 %  | (14,4 %)    |
| Administration publique, enseignement, santé humaine et action sociale                                    | 2       | 6,1 %   | (12,3 %)    |
| Autres activités de services                                                                              | 3       | 9,1 %   | (8,3 %)     |

Le secteur de la construction est prépondérant sur la commune puisqu'il représente 33,3 % du nombre total d'établissements de la commune (11 sur les 33 entreprises implantées  à Bretagne-d'Armagnac), contre 14,6 % au niveau départemental.

### Agriculture
La commune est dans le Ténarèze, une petite région agricole occupant le centre du département du Gers, faisant transition entre lʼAstarac “pyrénéen”, dont elle est originaire et dont elle prolonge et atténue le modelé, et la Gascogne garonnaise dont elle annonce le paysage. En 2020, l'orientation technico-économique de l'agriculture  sur la commune est la viticulture.
|               | 1988 | 2000 | 2010 | 2020 |
| ------------- | ---- | ---- | ---- | ---- |
| Exploitations | 21   | 11   | 9    | 10   |
| SAU (ha)      | 780  | 724  | 596  | 769  |

Le nombre d'exploitations agricoles en activité et ayant leur siège dans la commune est passé de 21 lors du recensement agricole de 1988  à 11 en 2000 puis à 9 en 2010 et enfin à 10 en 2020, soit une baisse de 52 % en 32 ans. Le même mouvement est observé à l'échelle du département qui a perdu pendant cette période 51 % de ses exploitations,. La surface agricole utilisée sur la commune a également diminué, passant de 780 ha en 1988 à 769 ha en 2020. Parallèlement la surface agricole utilisée moyenne par exploitation a augmenté, passant de 37 à 77 ha.

## Culture locale et patrimoine

### Lieux et monuments
- Église Saint-Jean-Baptiste.